# Penrhiw-llan
Penrhiw-llan är en by i Ceredigion i Wales. Byn är belägen 104,4 km 
från Cardiff. Orten har 500 invånare (2016).